# Helicops tapajonicus
Helicops tapajonicus là một loài rắn trong họ Rắn nước. Loài này được Da Frota mô tả khoa học đầu tiên năm 2005.